# Дом учёных (Одесса)
Дом учёных — общественное учреждение в Одессе, занимающее исторические здания на улице Сабанеев Мост под номерами 4 и 6.

## История
Дом учёных в Одессе был создан в 1923 году — один из первых в СССР и первый на Украине. Первоначально располагался на улице Щепкина (Елисаветинской) в доме 12. Вход в одесский Дом учёных был свободным, что сделало его общегородским культурным центром.
C 1934 года занимает дворец графа Толстого. Дом учёных продолжал существовать и работать и во время оккупации Одессы румынскими войсками в 1941—1944 годах, используясь новой властью в пропагандистских целях.
С 1945 года членом правления дома был выдающийся математик М. Г. Крейн (1908—1989).
В 1960—1980 годы в Доме работала столовая, низкий уровень цен в которой позволял питаться студентам, аспирантам и малооплачиваемым научным сотрудникам.
В 2000 году был открыт музей Дома учёных, основу экспозиции составили собранные директором дома Г. В. Терещенко экспонаты и документы.
В 2002 году Дом учёных получил статус предприятия и право вести коммерческую деятельность.
23 июля 2023 года повреждён российским ракетным ударом по городу: выбиты практически все старинные витражи и повреждена мебель.

## Архитектура
Архитектурный комплекс Дома учёных включает два здания — особняк графа Толстого (2-х этажный особняк с 12 комнатами) и пристроенное к нему в 1896—1899 годах здание картинной галереи (архитекторы Ф. Фельнер и Г. Гельмер), в которой М. М. Толстой хранил свою коллекцию картин. Некоторые комнаты сохранили исторические интерьеры. До 1934 года в здании картинной галереи располагался Фонд галерей русской живописи Одесского художественного музея.
Особняк графа Толстого — памятник архитектуры. Строился и перестраивался с 1830 по 1897 годы по вкусам и возможностям трёх сменившихся хозяев.
Первый владелец — ротмистр Хорват; архитектором краеведы считают Г. И. Торичелли. В 1840-е годы приобретён в собственность графом М. Д. Толстым, который поручил Л. Ц. Оттону и К. О. Даллакве переофорить интерьеры в духе эклектики. Во второй половине века особняк принадлежал его сыну графу М. М. Толстому.

## Интерьеры
- Шелковая гостиная, по легенде[5] её интерьеры были созданы в начале XX века по указанию хозяина дома М. М. Толстого (младшего) в связи с награждением его орденом Станислава II степени за создание станции скорой помощи (1903) и меценатство. Употребленное на отделку шелковое полотно было подобрано по образцу перевязи ордена. В 1950-е годы значительная часть полотен сгорела в пожаре, новые полотна были изготовлены по старым образцам на ткацких фабриках Иваново (сохранены только два наименее пострадавших фрагмента).
- Мраморная гостиная с облицовкой искусственным мрамором, который был изобретён и изготовлялся в Одессе (эти работы были профинансированы Толстыми). В гостиной находится отреставрированный рояль Ференца Листа, оставшийся в городе после гастролей великого музыканта в 1847 году[6].
- Белый зал с дубовым паркетом из 22 сортов дерева и с венецианскими зеркалами, оставшимися от прежних хозяев Толстых.
- Дубовая гостиная
- Турецкая гостиная
- Ореховая гостиная
- Зелёный зал

## В кинематографе
В советское время в интерьерах дома снимались сцены телефильма «Д`Артаньян и три мушкетера», в которых изображены покои Лувра. В 1991—2005 гг. здесь проходили съёмки передачи «Джентльмен-шоу»: в стенах одесского дворца джентльмены вели свои светские беседы. Во дворце были также отсняты сцены в кинофильмах «Семь дней с русской красавицей» Георгия Делиева, «Перемена участи» Киры Муратовой, «Пистолет Страдивари» Алексея Луканева и многие другие.

## Секции
- «Урбоэкология»
- Пушкинская научная комиссия[8]
- «Таубмановские чтения»
- Общество гомеопатов
- Секция книги
- Научное объединение «Экосфера человека»[9]
- Научное философское общество
- Философское общество им. А. И. Уёмова
- Научное общество биохимиков
- Семинар по теории, истории и историографии международных отношений (ТИИМО)[10]
- Научная историко-краеведческая секция «Одессика»
- Секция психологов
- Секция социологии
- Союз фотохудожников
- Ассоциация нейрохирургов
- Ассоциация невропатологов
- Общество отоларингологов
- Научная астрономическая секция
- Научное общество «ИМОНТ»

## Клубы
- Клуб «Лира»[11]
- Ассоциация ветеранов культпросветработы[12]
- Литературная гостиная
- Клуб всех муз